# Tir la Jocurile Olimpice de vară din 2024 - pușcă trei poziții 50 m (feminin)
Proba de tir pușcă trei poziții 50 m feminin de la Jocurile Olimpice 2024 a avut loc în perioada 1-2 august 2024 la Centrul Național de Tir din Châteauroux, Franța.

## Program
Orele sunt ora Franței (UTC+1) 
| Data                  | Timp  | Etapă      |
| --------------------- | ----- | ---------- |
| Joi, 1 august 2024    | 12:00 | Calificări |
| Vineri, 2 august 2024 | 09:30 | Finala     |

## Rezultate calificări
| Loc | Sportivă              | Țară                       | Genunchi | Culcat | În picioare | Total   | Note  |
| --- | --------------------- | -------------------------- | -------- | ------ | ----------- | ------- | ----- |
| 1   | Sagen Maddalena       | Statele Unite ale Americii | 198      | 200    | 195         | 593-45x | C, RO |
| 2   | Zhang Qiongyue        | China                      | 199      | 199    | 195         | 593-40x | C, RO |
| 3   | Chiara Leone          | Elveția                    | 196      | 199    | 197         | 592-29x | C     |
| 4   | Oyuunbatyn Yesügen    | Mongolia                   | 193      | 199    | 197         | 589-40x | C     |
| 5   | Jeanette Hegg Duestad | Norvegia                   | 195      | 199    | 195         | 589-34x | C     |
| 6   | Natalia Kochańska     | Polonia                    | 195      | 198    | 196         | 589-30x | C     |
| 7   | Nadine Ungerank       | Austria                    | 197      | 197    | 195         | 589-27x | C     |
| 8   | Stephanie Grundsøe    | Danemarca                  | 196      | 199    | 194         | 589-26x | C     |
| 9   | Jolyn Beer            | Germania                   | 196      | 198    | 193         | 587-29x |       |
| 10  | Alexandra Le          | Kazahstan                  | 195      | 198    | 194         | 587-28x |       |
| 11  | Anna Janßen           | Germania                   | 197      | 198    | 192         | 587-27x |       |
| 12  | Seonaid McIntosh      | Marea Britanie             | 199      | 198    | 189         | 586-38x |       |
| 13  | Arina Altukhova       | Kazahstan                  | 195      | 200    | 191         | 586-35x |       |
| 14  | Rikke Maeng Ibsen     | Danemarca                  | 196      | 193    | 197         | 586-26x |       |
| 15  | Jenny Stene           | Norvegia                   | 194      | 198    | 193         | 585-37x |       |
| 16  | Veronika Blažíčková   | Cehia                      | 195      | 198    | 191         | 584-32x |       |
| 17  | Judith Gomez          | Franța                     | 196      | 194    | 192         | 584-28x |       |
| 18  | Anjum Moudgil         | India                      | 196      | 194    | 194         | 584-26x |       |
| 19  | Lee Eun-seo           | Coreea de Sud              | 193      | 197    | 193         | 583-35x |       |
| 20  | Aleksandra Pietruk    | Polonia                    | 192      | 197    | 193         | 582-30x |       |
| 21  | Nina Christen         | Elveția                    | 193      | 197    | 192         | 582-23x |       |
| 22  | Geovana Meyer         | Brazilia                   | 194      | 197    | 190         | 581-31x |       |
| 23  | Barbara Gambaro       | Italia                     | 193      | 197    | 192         | 580-26x |       |
| 24  | Darya Chuprys         | AIN                        | 193      | 197    | 192         | 579-23x |       |
| 25  | Mary Tucker           | Statele Unite ale Americii | 192      | 195    | 192         | 579-20x |       |
| 26  | Yarimar Mercado       | Puerto Rico                | 192      | 197    | 189         | 578-29x |       |
| 27  | Han Jiayu             | China                      | 195      | 197    | 186         | 578-26x |       |
| 28  | Lisbet Hernández      | Cuba                       | 191      | 197    | 190         | 578-25x |       |
| 29  | Eszter Mészáros       | Ungaria                    | 196      | 198    | 193         | 577-29x |       |
| 30  | Im Ha-na              | Coreea de Sud              | 192      | 195    | 190         | 577-21x |       |
| 31  | Sift Kaur Samra       | India                      | 193      | 195    | 187         | 575-22x |       |
| 32  | Shannon Westlake      | Canada                     | 187      | 193    | 187         | 567-16x |       |

## Rezultate finală
| Loc | Sportivă              | Țară                       | Serii       | Serii       | Serii       | Serii  | Serii  | Serii  | Serii       | Serii       | Serii       | Serii       | Serii       | Serii       | Serii       | Total | Note |
| Loc | Sportivă              | Țară                       | În genunchi | În genunchi | În genunchi | Culcat | Culcat | Culcat | În picioare | În picioare | În picioare | În picioare | În picioare | În picioare | În picioare | Total | Note |
| Loc | Sportivă              | Țară                       | 1           | 2           | 3           | 4      | 5      | 6      | 7           | 8           | 9s41        | 9s42        | 9s43        | 9s44        | 9s45        | Total | Note |
| --- | --------------------- | -------------------------- | ----------- | ----------- | ----------- | ------ | ------ | ------ | ----------- | ----------- | ----------- | ----------- | ----------- | ----------- | ----------- | ----- | ---- |
| 1   | Chiara Leone          | Elveția                    | 52,0        | 51,6        | 52,6        | 51,1   | 52,6   | 53,2   | 50,2        | 51,1        | 10,2        | 8,8         | 10,5        | 9,7         | 10,8        | 464,4 | RO   |
| 2   | Sagen Maddalena       | Statele Unite ale Americii | 52,2        | 52,2        | 51,5        | 52,3   | 53,0   | 52,8   | 47,8        | 51,1        | 9,9         | 10,8        | 9,4         | 9,9         | 10,1        | 463,0 |      |
| 3   | Zhang Qiongyue        | China                      | 50,5        | 52,8        | 52,7        | 52,1   | 52,3   | 52,9   | 51,4        | 51,1        | 8,5         | 8,8         | 10,1        | 9,7         |             | 452,9 |      |
| 4   | Jeanette Hegg Duestad | Norvegia                   | 51,0        | 51,9        | 51,8        | 52,1   | 52,9   | 52,6   | 51,0        | 48,0        | 10,9        | 10,6        | 9,7         |             |             | 442,5 |      |
| 5   | Nadine Ungerank       | Austria                    | 51,9        | 52,1        | 52,2        | 50,6   | 52,0   | 53,2   | 50,3        | 50,9        | 9,9         | 9,0         |             |             |             | 432,1 |      |
| 6   | Natalia Kochańska     | Polonia                    | 50,5        | 50,9        | 51,8        | 52,0   | 51,1   | 50,6   | 49,9        | 51,3        | 10,4        |             |             |             |             | 418,5 |      |
| 7   | Oyuunbatyn Yesügen    | Mongolia                   | 50,7        | 51,1        | 51,7        | 50,8   | 51,9   | 51,1   | 48,5        | 51,8        |             |             |             |             |             | 407,6 |      |
| 8   | Stephanie Grundsøe    | Danemarca                  | 51,3        | 50,7        | 50,7        | 52,6   | 52,2   | 51,6   | 50,7        | 46,6        |             |             |             |             |             | 406,4 |      |